# Jean-Paul Roussillon
Jean-Paul Roussillon (* 5. März 1931 in Paris; † 31. Juli 2009 in Auxerre) war ein französischer Schauspieler und Regisseur. Er spielte zwischen 1945 und 2008 in mehr als 115 Theaterstücken und Filmen.

## Leben
Der Sohn eines Theaterregisseurs durchlief das École nationale supérieure des arts et techniques du théâtre und gemeinsam mit Michel Galabru das Conservatoire, ehe er 1950 Aufnahme als pensionnaire an der Comédie-Française fand. Das Pariser Nationaltheater, für das er mehr als fünfzig Jahre tätig war, machte ihn 1960 zum festangestellten Schauspieler (sociétaire). Erfolg war ihm vor allem in Stücken von William Shakespeare und Molière beschieden. Roussillon erschien unter anderem in den Molière-Stücken Der Geizige, George Dandin, Die Schule der Frauen mit der jungen Isabelle Adjani, sowie in Tartuffe und Der Menschenfeind mit Robert Hirsch. Später arbeitete er auch als Theaterregisseur. 1982 verließ er die Comédie-Française als sociétaire honoraire und trat als Theaterschauspieler unter anderem in Stücken von Jean-Claude Grumberg oder Yasmina Reza auf. 1991 und 1996 wurde Roussillon für seine Nebenrollen in Zone Libre beziehungsweise Michel Fagadaus Anouilh-Inszenierung Colombe mit dem Molière, Frankreichs wichtigstem Theaterpreis, ausgezeichnet. 2002 erhielt er den Preis als bester Hauptdarsteller für seinen Auftritt als misstrauischer krebskranker Patriarch in Véronique Olmis Stück Le Jardin des apparences.
Parallel zu seiner Theaterkarriere begann Roussillon ab Mitte der 1950er Jahre, auch in Fernseh- und Kinofilmen aufzutreten. Er arbeitete unter anderem mit so bekannten Regisseuren wie Julien Duvivier (Der Engel, der ein Teufel war, 1956), Joseph Losey (Eine Frau wie ein Fisch, 1982) oder Bertrand Tavernier (D’Artagnans Tochter, 1994). Für seine letzte Filmrolle in Arnaud Desplechins Spielfilm Ein Weihnachtsmärchen, in dem er den Ehemann von Catherine Deneuve verkörperte, wurde er 2009 mit dem französischen Filmpreis César als bester Nebendarsteller ausgezeichnet.
Roussillon war mit der Schauspielerin Catherine Ferran verheiratet. Er starb im Alter von 78 Jahren im Krankenhaus von Auxerre an den Folgen eines jahrelangen Lungenkrebsleidens. Sein Sohn war der Musiker und Kulturmanager Pierre-François Roussillon.

## Filmografie (Auswahl)
- 1956: Der Engel, der ein Teufel war (Voici le temps des assassins…)
- 1957: Der Fuchs von Paris
- 1964: Dünkirchen, 2. Juni 1940 (Week-end à Zuydcoote)
- 1981: Eine Angelegenheit unter Männern (Une affaire d'hommes)
- 1982: Eine Frau wie ein Fisch (La Truite)
- 1986: Twist Again in Moskau (Twist again à Moscou)
- 1987: Krank vor Liebe (Maladie d'amour)
- 1988: Alle Vöglein sind schon da (Alouette, je te plumerai)
- 1991: Höllenglut (Le Brasier)
- 1992: Flucht durch die Wolken (La fille de l'air)
- 1992: Nestor Burmas Abenteuer in Paris (Nestor Burma; Fernsehserie, 1 Folge)
- 1994: D’Artagnans Tochter (La Fille de d’Artagnan)
- 1995: Zwei Irre und ein Schwein (Les Truffes)
- 1997: Das Leben ist ein Chanson (On connaît la chanson)
- 2002: Das Idol (L'idole)
- 2001: Eine Schwalbe macht den Sommer (Une hirondelle a fait le printemps)
- 2002: Mischka
- 2003: Leo in Männergesellschaft (Léo, en jouant «Dans la compagnie des hommes»)
- 2004: Die Pirateninsel von Black Mor (L’île de Black Mór)
- 2004: Das Leben ist seltsam (Rois et reine)
- 2008: Ein Weihnachtsmärchen (Un conte de Noël)

## Auszeichnungen

### César
- 2002: nominiert als Bester Nebendarsteller für Eine Schwalbe macht den Sommer
- 2009: Bester Nebendarsteller für Ein Weihnachtsmärchen

### Molière
- 1987: nominiert als Bester Nebendarsteller für Conversations après un Enterrement
- 1991: Bester Nebendarsteller für Zone Libre
- 1996: Bester Nebendarsteller für Colombe
- 2002: Bester Hauptdarsteller für Le Jardin des apparences